# Chant de Ralliement
"Chant de Ralliement" é o hino nacional dos Camarões. Começou a ser utilizado em 1948, em cerimónias não-oficiais durante o período colonial. Foi adoptado oficialmente como hino nacional em 1957. Composto por René Djam Afame, que também escreveu a letra com Samuel Minkio Bamba e Moïse Nyatte Nko'o. Letra que foi modificada em 1978.